# Warwick Davis
 Der er for få eller ingen kildehenvisninger i denne artikel, hvilket er et problem. Du kan hjælpe ved at angive troværdige kilder til de påstande, som fremføres i artiklen.

Warwick Davis (født 3. februar 1970 i Epsom, Surrey, England) er en engelsk skuespiller som er omtrent en meter høj. Han er mest kendt som den lille figur i Willow, Professor Flitwick i Harry Potter-filmene og en morderisk nisse i skrækfilmene Leprechaun.

## Biografi
Som hans officielle internetside fortæller, blev Davis skuespiller af ren tilfældighed. Da han var 11 år gammel (i 1981) hørte hans bedstemor en radioreklame som ønskede personer som var 4 fod eller kortere til Star Wars Episode VI: Jediridderen vender tilbage. Siden hun vidste at han var en stor fan af Star Wars-filmene, var dette en drøm som gik i opfyldelse. Han skulle oprindeligt være en statist, men da Kenny Baker, som oprindelig skulle være Wicket W. Warrick, blev syg, udplukkede George Lucas Davis som den nye Wicket efter at have set hvordan Davis opførte sig som Ewok. Davis baserede sine Ewok-bevægelser på hvordan hans hund bevægede sig, og tiltede hovedet fra side til side når han så noget mærkeligt. Et lille kendt faktum er at under produktionen af filmen, gjorde Davis sin egen film som Wicket, en "håndokumentar", såkaldt «mockumentary», som han lavede ved hjælp af assistentregissøren af Jediridderen vender tilbage, David Tomblin. Den ikke udgivne film var et fiktivt syn på hans valg om at blive skuespiller og at optræde i filmen, og hans transformation til Wicket the Ewok. Davis var så talentfuld som Wicket at han gentog rollen i TV-filmene Caravan of Courage: An Ewok Adventure og Ewoks: The Battle for Endor. I 1985 arbejdede han sammen med David Bowie i filmen Labyrinten til troldkongens slot.
I 1987 blev Davis indkaldt til Elstree Studios i London for at møde Ron Howard og George Lucas for at diskutere et nyt filmprojekt de kaldte Willow, som blev skrevet med Davis specielt i minde. Willow var Davis første mulighed til at optræde med ansigtet synligt. Han optrådte sammen med Val Kilmer i filmen, som var privilegeret nok til en kongelig premiere med prinsen og prinsessen af Wales.
Senere gik han tilbage til at være med i BBCs TV-klassiker Drømmen om Narnia.
I 1993 fik han endelig muligheden for at spille slemming i Leprechaun, noget han virkelig havde ønsket at gøre.
Efter dette fik han tre roller i Star Wars Episode I: Den usynlige fjende, som Weazel, en kortspiller som sidder ved siden af Watto på Podracet, Wald, som var Anakins ven fra Rodian, og Yoda i scenerne der han gik.
Siden er Davis blevet kendt for rollen som "professor Flitwick" i Harry Potter-filmene. Han havde også rollen som gnomen i Flirgott i den første film, Harry Potter og De Vises Sten. I Harry Potter og Flammernes Pokal fik han igen rollen som Flitwick.
I The Hitchhikers Guide to The Galaxy havde han rollen som Marvin the Paranoid Android.

## Filmografi
- Narnia: Prins Caspian (2008)
- Small Town Folk (2006)
- Agent One-Half (2005)
- Harry Potter og Flammernes Pokal (2005)
- The Hitchhikers Guide to The Galaxy (2005)
- Harry Potter og Fangen fra Azkaban (2004)
- Ray (2004)
- Leprechaun: Back 2 tha Hood (2003)
- Skinned Deep (2002)
- Harry Potter og Hemmelighedernes Kammer (2002)
- Harry Potter og De Vises Sten (2001)
- Leprechaun in the Hood (2000)
- The 10th Kingdom (2000) (Tv miniserie)
- The White Pony (1999)
- The New Adventures of Pinocchio (1999)
- Star Wars Episode I: Den usynlige fjende (1999)
- A Very Unlucky Leprechaun (1998)
- Prince Valiant (1997)
- Leprechaun 4: In Space (1996)
- Leprechaun 3 (1995)
- Leprechaun 2 (1994)
- Leprechaun (1993)
- Willow (1988)
- The Princess and the Dwarf (1986)
- Labyrinten til troldkongens slot (1986)
- Ewoks: The Battle for Endor (1985)
- Caravan of Courage: An Ewok Adventure (1984)
- Star Wars Episode VI: Jediridderen vender tilbage (1983)
- Return of the Ewok (1982) (ulanceret film)